# Théorie du vernis
 (juin 2023).
La mise en forme du texte ne suit pas les recommandations de Wikipédia : il faut le « wikifier ».
Les points d'amélioration suivants sont les cas les plus fréquents. Le détail des points à revoir est peut-être précisé sur la page de discussion.
- Les titres sont pré-formatés par le logiciel. Ils ne sont ni en capitales, ni en gras.
- Le texte ne doit pas être écrit en capitales (les noms de famille non plus), ni en gras, ni en italique, ni en « petit »…
- Le gras n'est utilisé que pour surligner le titre de l'article dans l'introduction, une seule fois.
- L'italique est rarement utilisé : mots en langue étrangère, titres d'œuvres, noms de bateaux, etc.
- Les citations ne sont pas en italique mais en corps de texte normal. Elles sont entourées par des guillemets français : « et ».
- Les listes à puces sont à éviter, des paragraphes rédigés étant largement préférés. Les tableaux sont à réserver à la présentation de données structurées (résultats, etc.).
- Les appels de note de bas de page (petits chiffres en exposant, introduits par l'outil «  Source ») sont à placer entre la fin de phrase et le point final[comme ça].
- Les liens internes (vers d'autres articles de Wikipédia) sont à choisir avec parcimonie. Créez des liens vers des articles approfondissant le sujet. Les termes génériques sans rapport avec le sujet sont à éviter, ainsi que les répétitions de liens vers un même terme.
- Les liens externes sont à placer uniquement dans une section « Liens externes », à la fin de l'article. Ces liens sont à choisir avec parcimonie suivant les règles définies. Si un lien sert de source à l'article, son insertion dans le texte est à faire par les notes de bas de page.
- La présentation des références doit suivre les conventions bibliographiques. Il est recommandé d'utiliser les modèles {{Ouvrage}}, {{Chapitre}}, {{Article}}, {{Lien web}} et/ou {{Bibliographie}}. Le mode d'édition visuel peut mettre en forme automatiquement les références.
- Insérer une infobox (cadre d'informations à droite) n'est pas obligatoire pour parachever la mise en page.

Pour une aide détaillée, merci de consulter Aide:Wikification.
Si vous pensez que ces points ont été résolus, vous pouvez retirer ce bandeau et améliorer la mise en forme d'un autre article.
La théorie du vernis est un terme inventé par le primatologue néerlandais Frans de Waal pour qualifier la vision hobbesienne de la moralité humaine. Bien qu'il critique ce point de vue dans des travaux antérieurs, De Waal introduit ce terme dans son livre de 2005 "Our Inner Ape", pour désigner une conception de la moralité qu'il rejette, à savoir que celle-ci serait "une superposition culturelle, un mince vernis cachant une nature égoïste et brutale". L'idée de la théorie du vernis remonte à Thomas Henry Huxley et a été plus récemment préconisée par des biologistes comme George C. Williams.

## Les partisans de la théorie
Selon de Waal, un des penseurs les plus anciens et les plus influents critiqués par lui pour avoir popularisé ce point de vue est Thomas Hobbes.
Quelques siècles plus tard, Thomas Henry Huxley a avancé l'idée que les tendances morales ne font pas partie de la nature humaine, et ainsi nos ancêtres sont devenus moraux par choix, non par évolution. George C. Williams, en tant qu'autre défenseur de la théorie du vernis, voit la moralité comme "une capacité accidentelle produite, dans sa stupidité sans bornes, par un processus biologique qui s'oppose normalement à l'expression d'une telle capacité".
Le psychologue Abraham Maslow a soutenu que les humains n'ont plus d'instincts parce que nous avons la capacité de les ignorer dans certaines situations. Il a estimé que ce qu'on appelle l'instinct est souvent défini de manière imprécise et équivaut en réalité à de fortes pulsions. Pour Maslow, un instinct est quelque chose qui ne peut pas être ignoré, et par conséquent, bien que le terme ait pu s'appliquer aux humains dans le passé, il ne le fait plus.
Richard Dawkins semble endosser la théorie du vernis lorsqu'il écrit que seul l'humain aurait la capacité de se révolter contre la tyrannie des réplicateurs égoïstes.
Certains prétendent que la théorie du vernis présente une fausse dichotomie ; une superposition d'une morale d'origine culturelle et les morales basées sur la biologie de de Waal pourrait coexister et pourraient toutes deux être avantageuses sur le plan de l'évolution.

## Critiques de la théorie
De Waal critique la théorie du vernis et considère notre moralité comme une conséquence directe des instincts sociaux que les êtres humains partagent avec d'autres animaux. Il soutient que les partisans de la théorie du vernis n'ont aucune preuve empirique à l'appui de leur théorie, et qu'il est hautement improbable que les humains puissent renier leurs gènes et améliorer la moralité simplement par choix. À titre d'exemple, il compare la théorie de Huxley à un banc de piranhas décidant de devenir végétariens.
De Waal fonde son argument contre la théorie du vernis sur les observations du comportement des ancêtres et cousins des humains dans son long travail de primatologue. Des "éléments constitutifs de la moralité" peuvent déjà être observés chez d'autres primates, et, selon lui, par le principe de parcimonie, il est tout à fait possible qu'une sorte de moralité soit évolutivement ancienne et partagée avec nos ancêtres.
De Waal suppose que les origines de l'évolution résident dans les émotions que nous partageons avec d'autres animaux, par exemple l'empathie. La morale humaine est selon lui un produit de l'évolution sociale, et contrairement à la théorie de Huxley, ce point de vue  —  une continuité entre la morale humaine et les tendances sociales animales — est unitaire et donc plus compatible avec la théorie de l'évolution.
Parmi les critiques de la théorie du vernis, on trouve également Edward Westermarck et EO Wilson et Rutger Bregman.